# Dietrich von Taube
Dietrich von Taube (* 1594 in Maart; † 29. Januar 1639 in Dresden) war Oberhofmarschall Kurfürst Johann Georgs I. von Sachsen und Landvogt der Oberlausitz.

## Leben
Dietrich von Taube war der dritte Sohn des Johann von Taube, Herrn auf Maart und der Anna, geb. von Rosen. Er trat 1603 in kursächsischen Dienst und wurde zunächst Kapitän der Artillerie sowie Kämmerer Herzogs Johann Georgs von Sachsen. Als dieser seinem kinderlosen Bruder Christian II. auf den kursächsischen Thron folgte, wurde von Taube zum Oberstleutnant und Reisestallmeister ernannt. Dem folgte 1617 die Berufung zum Stallmeister, spätestens 1631 die zum Oberstallmeister und schließlich 1637 zum Oberhofmarschall. Außerdem führte er ein Regiment im Dreißigjährigen Krieg. Ab 1635 war er Generalwachtmeister über die Kavallerie des kursächsischen Heeres.
Nachdem der kaisertreue Katholik Karl Hannibal von Dohna 1633 in Prag verstorben war und Johann Georg I. sich 1631 mit Schweden verbündet hatte, war das Amt des Landvogtes der Oberlausitz vakant geblieben, da dieses nach dem Oberlausitzer Immissionsrezess von 1623 sowohl vom Kaiser als auch vom Kurfürsten gemeinsam verliehen werden sollte. Als jedoch mit dem Traditionsrezess von 1636 das Markgraftum Oberlausitz als erbliches Lehn der Böhmischen Krone an den Kurfürsten von Sachsen vergeben wurde und damit letzterem allein die Besetzung der vier wichtigsten Ämter des Landes Landvogt, Landeshauptmann, Gegenhändler und Kammerfiskal zugestanden wurde, konnte nun der Oberhofmarschall Dietrich von Taube 1637 als erster sächsischer Landvogt der Oberlausitz eingesetzt werden.
Schon zuvor hatte er sich in der Oberlausitz ansässig gemacht und besaß hier die Güter Großharthau, Goldbach, Frankenthal, sowie im Erzgebirge Neukirchen und Höckericht. Taube veranlasste auch den Renaissance-Ausbau des Wasserschlosses Klaffenbach. 
Dietrich von Taube war mit Veronika, geb. von Lützelburg verheiratet. Gemeinsam hatten sie eine Tochter und einen Sohn Johann Dietrich von Taube, der die väterlichen Güter erbte, jedoch bereits während seines Studiums in Altdorf 1647 kinderlos verstarb.
Für seine Verdienste wurde Dietrich von Taube am 19. Juni 1638 in den Reichsfreiherrenstand erhoben.